# Japonia i miecz
Japonia i miecz (jap. 日本海大海戦 Nihonkai daikaisen)  – film wojenny produkcji japońskiej z 1969 roku, w reżyserii Seiji Maruyamy.

## Obsada
- Toshirō Mifune – admirał Kogo
- Ryuji Kita – Kataoka
- Gen Shimizu – Narikawa
- Masao Shimizu – Tozuka
- Eijirō Yanagi – Hirofumi Ito
- Jun Funato – oficer sztabowy Yamaoka
- Akira Kubo – Matsui

i inni